# Sjun
Sjun (rus. Сюнь, baškirski: Сөн, tatarski: Сөн (Sön)) – rijeka u europskom dijelu Rusije, protječe u Baškiriji i Tatarstanu, lijeva pritoka rijeke Bjelaje.
Izvire na Buguljminsko-belebejevskoj uzvisini kod sela Enahmetovo. 
Dužina rijeke – 228 km (74 km protječe kroz područje Tatarstana), Ukupna površina sliva – 4.500 km ². Prosječni istjek vode je 14,8 m³/s. Podrijetlo vode je uglavnom od snježnih oborina. Najviši vodostaj dosiže od sredine travnja do sredine svibnja. Maksimalni protok vode – 655 m³/s (1979.), maksimalna mineralizacija 500 – 1000 mg/l. Prosječna količina sedimenta na ušću godišnje je 120 mm. Odvodnja je regulirana.
Od 1978. godine zaštićeni je spomenik prirode u Tatarstanu.
Glavne pritoke: Kalmija, Sikija, Terpelja, Bezjada – u Tatarstanu, Šaran – u Baškiriji.